# George Pullman

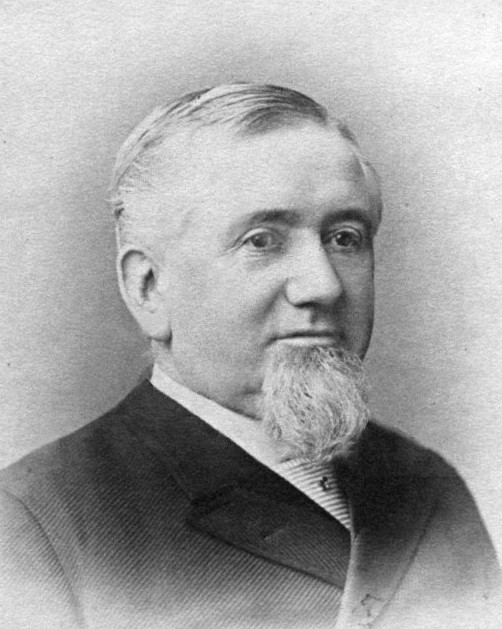

George Mortimer Pullman (Brocton, 3 maart 1831 – Chicago, 19 oktober 1897) was een Amerikaans uitvinder en zakenman. Zijn naam is blijven voortleven in het door hem bedachte slaaprijtuig voor treinen. 

## Biografie
Pullman werd geboren in Brocton in de staat New York. Hij ging naar school tot zijn 14e en werd uiteindelijk een van de invloedrijkste en omstreden figuren van Chicago. Hij kwam in 1855 aan in Chicago en ontdektde dat de straten vaak vol lagen met voldoende modder om een paard in te laten verzuipen. Hij stelde daarop voor om de huizen op te krikken en er een nieuwe fundering onder aan te leggen; het was dezelfde techniek die zijn vader toegepast had om huizen te verplaatsen tijdens de aanleg van het Eriekanaal. In 1857 bewees Pullman samen met een aantal partners dat de techniek werkte door het verhogen van een heel blok aan winkels en kantoorgebouwen.
Tussen 1859 en 1863 woonde hij in Golden in Colorado, waar hij geld verdiende als goudverkoper. Hij ontmoette er een toekomstig zakenpartner, Hanniball Kimball.
Met het geld dat hij in Colorado verdiende, ontwikkelde hij een comfortabel slaaprijtuig, de Pullman Sleeper of de Pullman Car. Het eerste exemplaar was in 1864 gereed. Hoewel de slaapwagon ruim vijf keer zoveel kostte als een normale wagon, maakte Pullman hem toch tot een succes: hij regelde dat het lichaam van Abraham Lincoln op een Sleeper vervoerd werd van Washington D.C. naar Springfield in Illinois om begraven te worden. De orders begonnen binnen te rollen. Tegen 1865 wilde hij zelfs uitbreiden richting het zuiden van de Verenigde Staten (dat in wederopbouw verkeerde) en hij zond Kimball zuidwaarts om als zijn vertegenwoordiger op te treden. Ondertussen bouwde hij een nieuwe fabriek aan de kust van het Calumetmeer enkele kilometers van Chicago. Om het zijn werknemers makkelijker te maken, bouwde hij er een dorp bij compleet met winkels, theaters, parken, hotel en bibliotheek. Het dorpje bestaat nog en heet uiteraard Pullman.
De zaken liepen prima tot 1894. Door economische terugval besloot Pullman tot het bezuinigen op arbeidsplaatsen, lonen en werkuren per persoon. Daarentegen hield hij de huren in zijn dorp gelijk, evenals de kosten voor de voorzieningen en de dividenden voor de aandeelhouders. Als reactie hierop brak er een staking uit, de Pullman Staking; deze werd gebroken door federale troepen die ingezet werden door Grover Cleveland. De werknemers moesten allen een nieuw arbeidscontract ondertekenen, waarin ze afzagen van hun recht op lidmaatschap van een vakbond.
Pullman bleef algemeen veracht en na zijn dood in 1897 werd hij 's nachts begraven op de begraafplaats Graceland in een loden doodskist in een tombe die uitvoerig versterkt was met staal en beton. Er werden bovendien tonnen cement in gestort om te verhinderen dat zijn lijk opgegraven en onteerd zou worden door vakbondslui.

## Trivia
- Pullmans dochter Florence was getrouwd met Frank O. Lowden, de gouverneur van Illinois.

- Naast Pullman in Chicago is er nog een stadje Pullman in de staat Washington dat naar Pullman vernoemd is.

- Het toneelstuk Pullman Car Hiawatha van Thornton Wilder uit 1931 gaat over een troep acteurs die aan boord van een Pullman Car een toneelstuk aan het oefenen zijn, dat uiteraard naar de trein vernoemd wordt.

|                     |  |
| Pullman slaapwagons |  |

- In de grote tijd van de Pullman Car had iedere wagon een (zwarte) bediende aan boord. Deze bedienden werden steevast aangesproken met de naam George, naar George Pullman.

- Bibliothèque nationale de France: cb12412393g (data)
- Gemeinsame Normdatei: 118793683
- International Standard Name Identifier: 0000 0000 2243 5794
- Library of Congress Control Number: n81117559
- Nationale Bibliotheek van Israël: 987007339955205171
- Nederlandse Thesaurus van Auteursnamen: 170173984
- SNAC: w6959h90
- Système universitaire de documentation: 033237255
- Union List of Artist Names: 500324463
- Virtual International Authority File: 35240965
- WorldCat: E39PBJtX6PrtVWh6cfrpTwRMyd

1. ↑  Barbara Tuchman: De trotse toren. een portret van de jaren voor de eerste Wereldoorlog 1890-1914. 8e druk 2007